# 서울지방국세청
서울지방국세청(서울地方國稅廳, Seoul Regional Tax Office)은 서울특별시의 내국세 부과·감면 및 징수에 관한 사무를 관장하는 대한민국 국세청의 소속기관이다.
1966년 2월 28일 발족하였으며, 청사는 서울특별시 종로구 수송동에 있다. 청장은 고위공무원단 가등급에 속하는 일반직공무원으로 보한다.

## 연혁

### 국세청 개청이전
- 1950년 4월 1일: 재무부 소속으로 서울사세청 설치. 소속기관으로 종로·중부·용산·서대문·동대문·인천·수원·평택·용인·이천·개성·양주·연백·옹진·춘천·삼척·홍천·원주·평창·강릉세무서 설치.[2]
- 1951년 9월 1일: 삼척세무서 소속으로 울진지서 설치.[3]
- 1954년 7월 10일: 영등포·동인천세무서 설치.[4]
- 1957년 7월 18일: 북부·광화문·을지로세무서 설치. 개성·연백·옹진세무서 폐지.[5]
- 1959년 2월 4일: 남대문·성동세무서 설치.[6]
- 1962년 1월 1일: 용인세무서 폐지. 평창세무서를 영월세무소로 개편.[7]
- 1963년 1월 29일: 양주세무서를 의정부세무서로 개편. 울진지서를 부산사세청 영주세무서 소속으로 이관.[8]
- 1965년 5월 17일: 소공세무서 설치.[9]

### 국세청 개청이후
- 1966년 2월 28일: 국세청 소속 서울지방국세청으로 개편.[10]
- 1967년 7월 18일: 관할구역 중 경기도와 강원도를 이관하여 중부지방국세청으로 분리. 남산·성북·마포·노량진세무서 설치.[11]
- 1968년 5월 1일: 청량리·동부·서부세무서 설치.[12]
- 1970년 2월 13일: 한강세무서 설치. 중부·을지로·남산·동대문·청량리·성동·동부·성북·서대문·서부세무서를 중부지방국세청으로부터 이관하고 인천·동인천·김포·수원·평택·이천·의정부·파주세무서를 이관받음.[13]
- 1972년 2월 9일: 김포세무서를 소사세무서로 개편.[14]
- 1973년 7월 1일: 소사세무서를 부천세무서로 개편.[15]
- 1975년 1월 1일: 안양세무서를 설치하고 부천세무서 폐지. 북부세무서를 중부지방국세청으로 이관하고 서대문·서부세무서를 이관받음.[16]
- 1979년 3월 23일: 관악·부천세무서 설치.[17]
- 1982년 2월 1일: 인천·동인천·부천·안양·수원·평택·이천·성남·의정부·파주세무서를 중부지방국세청으로 이관하고 중부·을지로·남산·동대문·청량리·성동·동부·강남·강동·북부·성북·도봉세무서를 이관받음. 구로·반포세무서 설치.[18]
- 1983년 2월 1일: 방산세무서 설치. 청장의 직급을 관리관으로 상향 조정.[19]
- 1985년 4월 1일: 여의도·개포세무서 설치.[20]
- 1987년 2월 27일: 북부·한강·남부세무서를 각각 효제·강서·동작세무서로 개편.[21]
- 1989년 4월 1일: 서초·송파세무서 설치.[22]
- 1990년 4월 11일: 중랑·노원·양천세무서 설치.[23]
- 1992년 2월 1일: 성수·대방·시흥세무서 설치. 방산세무서 폐지.[24]
- 1993년 3월 1일: 성동·동부·성수·동대문·청량리·중랑·도봉·노원·강동·송파세무서를 중부지방국세청으로 이관. 삼성세무서 설치.[25]
- 1994년 8월 10일: 소공세무서 폐지.[26]
- 1996년 7월 1일: 시흥세무서를 금천세무서로 개편. 역삼·양재세무서 설치.[27]
- 1998년 8월 1일: 광화문세무서 폐지.[28]
- 1999년 9월 1일: 성동·동대문·도봉·강동·송파세무서를 중부지방국세청으로부터 이관받음. 효제·을지로·남산·서부·여의도·대방·관악·개포·양재·광진·청량리·중랑·노원·잠실세무서 폐지.[29]
- 2004년 4월 1일: 노원세무서 설치.[30]
- 2013년 5월 6일: 잠실세무서 설치.[31]
- 2015년 2월 26일: 관악세무서 설치.[32]
- 2017년 2월 28일: 중랑세무서 설치.[33]
- 2017년 4월 24일: 강서세무서, 영등포구에서 강서구 마곡동으로 이전
- 2018년 4월 3일: 은평세무서 설치.[34]

## 관할구역
- 서울특별시

## 조직

### 청장
- 운영지원과[35]
- 감사관실[35]
- 징세관실[35]
- 납세자보호담당관실[35]
- 첨단탈세방지담당관실[35]

성실납세지원국
- 개인납세제1과[37]
- 개인납세제2과[38]
- 법인납세과[37]
- 전산관리팀[38]

송무국
- 송무제1과[35]
- 송무제2과[37]
- 송무제3과[37][39]

조사제1국
- 조사제1과[35]
- 조사제2과[37]
- 조사제3과[37]

조사제2국
- 조사관리과[37]
- 조사제1과[37]
- 조사제2과[37]

조사제3국
- 조사관리과[37]
- 조사제1과[37]
- 조사제2과[37]
- 조사제3과[37]

조사제4국
- 조사관리과[37]
- 조사제1과[37]
- 조사제2과[37]
- 조사제3과[37]

국제거래조사국
- 국제조사관리과[37]
- 국제조사제1과[37]
- 국제조사제2과[37]

### 소속기관
세무서장은 서기관 또는 기술서기관으로 보한다. 다만, 「국세청과 그 소속기관 직제」 제34조제1항 단서에 따라 강남세무서장 및 성동세무서장은 부이사관 또는 서기관으로 보한다.
| 명칭         | 등급 | 소재                       | 관할구역                                                |
| ------------ | ---- | -------------------------- | ------------------------------------------------------- |
| 종로세무서   | 1    | 종로구 삼일대로30길 22     | 종로구                                                  |
| 중부세무서   | 1    | 중구 소공로 70             | 중구 일부                                               |
| 남대문세무서 | 1    | 중구 삼일대로 340          | 중구 일부                                               |
| 용산세무서   | 1    | 용산구 서빙고로24길 15     | 용산구                                                  |
| 성북세무서   | 1    | 성북구 삼선교로16길 13     | 성북구                                                  |
| 서대문세무서 | 1    | 서대문구 세무서길 11       | 서대문구                                                |
| 은평세무서   | 1    | 은평구 서오릉로 7          | 은평구                                                  |
| 마포세무서   | 1    | 마포구 독막로 234          | 마포구                                                  |
| 영등포세무서 | 1    | 영등포구 선유동1로 38      | 영등포구                                                |
| 강서세무서   | 1    | 강서구 마곡서1로 60        | 강서구                                                  |
| 양천세무서   | 1    | 양천구 목동동로 165        | 양천구                                                  |
| 구로세무서   | 1    | 영등포구 경인로 778        | 구로구                                                  |
| 동작세무서   | 1    | 영등포구 대방천로 259      | 동작구, 영등포구 대림동·도림동·신길동                   |
| 금천세무서   | 1    | 금천구 시흥대로152길 11-21 | 금천구                                                  |
| 관악세무서   | 1    | 관악구 문성로 187          | 관악구                                                  |
| 강남세무서   | 1    | 강남구 학동로 425          | 강남구 신사동·논현동·압구정동·청담동                    |
| 삼성세무서   | 1    | 강남구 테헤란로 114        | 강남구                                                  |
| 반포세무서   | 1    | 서초구 방배로 163          | 서초구 잠원동·반포동·방배동                             |
| 서초세무서   | 1    | 강남구 테헤란로 114        | 서초구                                                  |
| 역삼세무서   | 1    | 강남구 테헤란로 114        | 강남구 역삼동·도곡동                                    |
| 성동세무서   | 1    | 성동구 광나루로 297        | 성동구, 광진구                                          |
| 동대문세무서 | 1    | 동대문구 약령시로 159      | 동대문구                                                |
| 중랑세무서   | 1    | 중랑구 망우로 176          | 중랑구                                                  |
| 도봉세무서   | 1    | 강북구 도봉로 117          | 강북구, 도봉구                                          |
| 강동세무서   | 1    | 강동구 천호대로 1139       | 강동구                                                  |
| 송파세무서   | 1    | 송파구 강동대로 62         | 송파구 송파동·장지동·거여동·마천동·가락동·문정동·석촌동 |
| 잠실세무서   | 1    | 송파구 강동대로 62         | 송파구 잠실동·신천동·풍납동·삼전동·방이동·오금동        |
| 노원세무서   | 1    | 도봉구 노해로69길 14       | 노원구, 도봉구 창동                                     |

## 사건·사고 및 논란
2011년 7월 19일 감사원이 발표한 '국세 환급 및 체납관리 실태' 감사결과에 따르면, 서울 강남세무서는 지난 2009년 8월 A법인으로부터 "인천 소재 토지 양도로 납부한 법인세 30억 9700여만원을 환급해달라는 경정청구를 받고 해당 법인세를 되돌려줬다. A법인은 지난 2007년 매도한 토지의 잔금을 지급받기 한달 전인 2008년 3월에 매수자가 A법인 명의로 건축공사를 착공했기 때문에 세무서가 비사업용 토지 매매로 보고 부과한 법인세는 잘못됐다며 환급을 신청했다.
하지만 감사원 조사 결과 A법인은 토지 매매계약 체결 당시 매수자가 A법인 명의로 건축허가 및 착공 신고를 진행하는 것을 승낙했으며, 중도금을 받은 직후인 2008년 1월 매수자가 부동산처분신탁 등을 통해 해당 토지에 대한 실질적인 자산처분권을 갖게 된 만큼 세금부과는 정당했다.
그런데도 강남세무서는 토지 양도일을 제대로 검토하지 않은 채 A법인의 주장을 그대로 인정해 돌려주지 말아야 할 법인세를 부당환급해줬다.